# NGC 6776
NGC 6776 је елиптична галаксија у сазвежђу Паун која се налази на NGC листи објеката дубоког неба.
Деклинација објекта је - 63° 51' 36" а ректасцензија 19h 25m 19,1s. Привидна величина (магнитуда) објекта NGC 6776 износи 12,1 а фотографска магнитуда 13,1. Налази се на удаљености од 38,823 милиона парсека од Сунца. NGC 6776 је још познат и под ознакама ESO 104-53, AM 1920-635, PGC 63185.